# Ананди Гопал Джоши
Ананди Гопалрао Джоши или А. Г. Джоши (англ. Anandibai Gopalrao Joshi, 31 марта 1865 — 26 февраля 1887) — индийский врач, одна из первых индийских женщин-практиков западной медицины, наряду с Кадамбини Гангули. Она была первой женщиной из Индии, которая училась и получила диплом по западной медицине в Соединённых Штатах. Её также называли Анандибаи Джоши и Ананди Гопал Джоши (где Гопал происходил из Гопалрао, это имя её мужа).

## Биография
Ананди-баи (при рождении Ямуна) родилась в небольшом поселении Тхане (60 км от Бомбея) в индуистской семье богатых брахманов, придерживающихся традиций своего народа. Её семья занималась арендой, но спустя некоторое время они потерпели финансовый крах. Как было принято в то время и из-за давления со стороны матери, она вышла замуж в возрасте девяти лет за Гопалрао Джоши, вдовца почти на двадцать лет старше неё. После женитьбы муж Ямуны переименовал её в «Ананди». Гопалрао Джоши работал почтовым служащим в Кальяне. Позже его перевели в Алибаг, а затем в Колхапур. Он был прогрессивным человеком и, что необычно для того времени, поддерживал образование для женщин. К тому же он дал обещание отцу своей жены не препятствовать её образованию.
В четырнадцать лет Анандибай родила мальчика, но из-за отсутствия медицинской помощи ребёнок прожил всего десять дней. Это оказалось поворотным моментом в жизни Ананди и стало определяющим фактором для получения именно медицинского образования. После того, как Гопалрао попытался записать её в миссионерскую школу, но у неё ничего не вышло, они переехали в Калькутту. Там Ананди научилась читать и говорить на санскрите и английском языке. Гопалрао всячески поощрял желание жены изучать медицину, мечтал дать ей должное образование. Он просил на службе, чтобы по возможности его переводили в разные части страны, но в итоге он понял, что жена не сможет получить полноценное медицинское образование в Индии и обратился за помощью к христианским миссионерам. В 1880 году он отправил письмо Ройалу Уайлдеру, известному американскому миссионеру, в котором заявил, что его жена заинтересована в изучении медицины в Соединённых Штатах, и поинтересовался о подходящей должности в США для себя. Уайлдер опубликовал переписку в своём Princeton’s Missionary Review. Теодисия Карпентер, жительница Розелла, штат Нью-Джерси, случайно прочитала его, ожидая посещения своего дантиста. Впечатлённая желанием Ананди изучать медицину и поддержкой Гопалрао его жены, она написала Ананди. Карпентер и Анандибай подружились и стали называть друг друга «тётя» и «племянница». Позже Карпентер примет Анандибай во время её пребывания в США.
Пока пара Джоши была в Калькутте, здоровье Анандибай ухудшалось. Она страдала слабостью, постоянными головными болями, временами повышением температуры, а иногда и одышкой. Теодисия отправляла ей лекарства из Америки, но лечение не приносило результата. В 1883 году Гопалрао был переведён в Серампур, и он решил отправить Анандибай одну в Америку для изучения медицины, несмотря на её слабое здоровье. Гопалрао убедил её подать пример другим женщинам, получив высшее образование. Пара врачей по имени Торборн предложила Анандибай подать заявление в Женский медицинский колледж Пенсильвании. Узнав о планах Анандибай получить высшее образование на Западе, ортодоксальное индийское общество резко осудило её. Анандибай обратилась к собравшимся в зале колледжа Серампур, объяснив своё решение поехать в Америку и получить медицинскую степень. Она рассказала о преследовании, которое претерпела она и её муж. Она объяснила необходимость женщин-врачей в Индии, подчеркнув, что индуистские женщины могли бы лучше помогать женщинам своей страны в качестве врачей. Её речь получила широкую огласку, финансовые пожертвования начали поступать со всей Индии. Даже Вице-король Индии пожертвовал 200 рупий в фонд её образования.

## Семейная жизнь

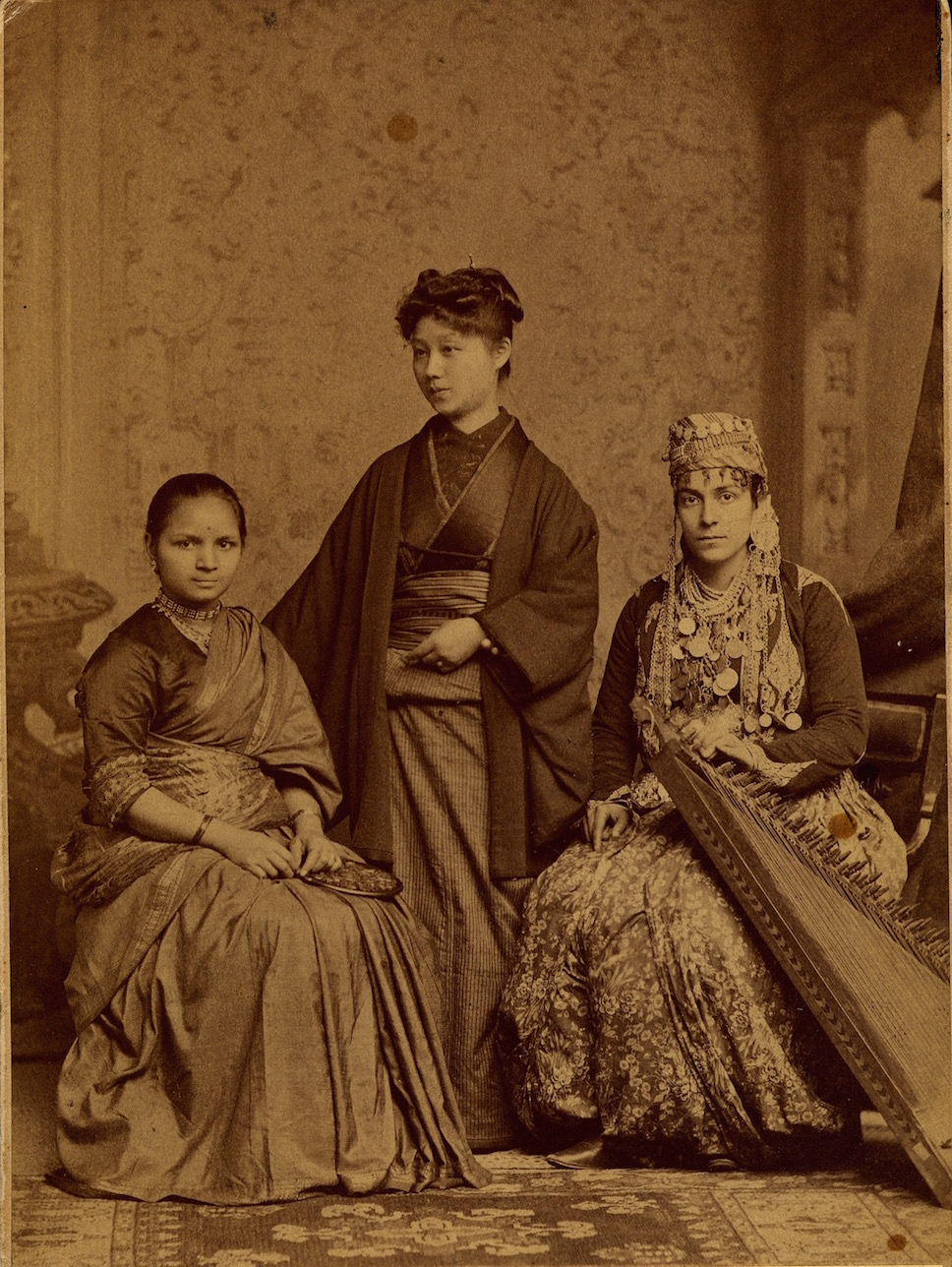
На фото изображены Анандибай Джоши (слева), Кей Оками (в центре) и Сабат Исламбули (справа). Каждая из них была первой женщиной в своих странах, получившая степень в области западной медицины.

В XIX веке в Индии для мужей было очень необычно сосредоточивать внимание на образовании своих жён. Гопалрао был одержим идеей образования Анандибай и хотел, чтобы она изучила медицину и не только нашла своё призвание, но и создала прецедент в мире. Однажды он пришёл на кухню и обнаружил, что она готовит вместе с бабушкой, и впал в бешенство. Очень редко мужья били своих жен за то, что они готовили, вместо того, чтобы читать. По мере того как одержимость Гопалрао образованием Джоши росла, он отправил её с миссис Карпентер, миссионеру из Филадельфии, в Америку для изучения медицины. Перед своим путешествием она обратилась к общественности в 1883 году. Она обратилась к аудитории с проблемой нехватки женщин-врачей и сказала: «Я добровольно вызываю себя». Она также упомянула, что только акушерства недостаточно в любом случае и что она намерена открыть колледж медицины для женщин в Индии, а также, что не намерена обращаться в христианство.

## В Соединённых Штатах
Ананди, в сопровождении двух женщин из Англии, знакомых Торборнов, отправилась из Калькутты в Нью-Йорк на корабле в 1883 году, где уже в июне её встретила Теодисия Карпентер. Рейчел Бодли, декан Женского медицинского колледжа, в который Ананди направляла документы на их медицинскую программу, приняла её и отмечала великолепные успехи и прилежность новой слушательницы.
Анандибай начала своё медицинское образование в 19 лет. В Америке её здоровье ухудшилось из-за холода и незнакомой еды. Она заболела туберкулёзом. Тем не менее, в марте 1886 года она получила степень доктора медицины. Тема её диссертации — «Акушерство среди арийских индуистов». В диссертации использованы ссылки как из аюрведических текстов, так и из американских медицинских учебников. По окончании учёбы королева Виктория прислала ей поздравительное послание.
Гопалрао переехал в Америку. К тому времени, как он прибыл в Филадельфию, жена закончила учёбу и стала врачом. В скором времени они вместе вернулись домой в Индию.

## Возвращение в Индию
В конце 1886 года Анандибай вернулась в Индию и получила тёплый приём. Княжество Колхапур назначило её лечащим врачом женского отделения местной больницы Альберта Эдварда.

## Смерть
Вскоре после возвращения на родину, 26 февраля 1887 года, Анандибай умерла в Пуне от туберкулёза, когда ей исполнилось 22 года. За несколько лет до смерти она чувствовала усталость и постоянную слабость. Лекарства присылаемые из Америки, результатов не давали, поэтому она продолжала изучать медицину до самой смерти. По всей Индии оплакивали её смерть. Ее прах был отправлен Теодисии Карпентер, которая поместила его на своем семейном кладбище на Сельском кладбище Покипси в Покипси, штат Нью-Йорк. В надписи говорится, что Ананди Джоши была индуистской девушкой-брамином, первой индийской женщиной, получившей образование за границей и получившей диплом врача.
Несмотря на свою известность, она занималась медициной максимум два-три месяца.

## Наследие
В 1888 году американская писательница-феминистка Кэролайн Уэллс Хили Далл написала биографию Джоши. Далл была знакома с Джоши и очень ею восхищалась. Однако некоторые моменты в биографии, в частности суровое обращение Гопалрао с Джоши, вызвали споры среди друзей Джоши.
Индийский государственный канал Doordarshan показал сериал на хинди режиссёра Камлакара Саранга, основанный на жизни Анандибай, под названием Anandi Gopal.
Шрикришна Джанардан Джоши написал роман, основанный на её биографии, на маратхи «Ананди Гопал», который был адаптирован в одноименную пьесу Рамом Дж. Джоглекаром.
Доктор Анджали Киртане подробно исследовала жизнь доктора Анандибаи Джоши и написала книгу на маратхи под названием «डॉ. आनंदीबाई जोशी काळ आणि कर्तृत्व» («Доктор Анандибаи Джоши, Каал ани Картутва: доктор Анандибаи Джоши, её время и достижения»), которая содержит редкие фотографии доктора Анандибай Джоши.
Институт исследований и документации в области социальных наук (IRDS), неправительственная организация из Лакхнау, вручает премию Анандибай Джоши в области медицины в честь её вклада в дело развития медицинской науки в Индии. Кроме того, правительство Махараштры учредило от её имени стипендию для молодых женщин, занимающихся вопросами "здоровья женщин".
В её честь назван кратер на Венере. Кратер «Джоши» диаметром 34,3 км на Венере находится на 5,5° северной широты и 288,8° восточной долготы.
31 марта 2018 года Google удостоил её дудла Google по случаю её 153-й годовщины.
В 2017 году в Национальном центре исполнительских искусств состоялась премьера спектакля на языке гуджарати под названием «Доктор Анандибай Джоши: лайк, комментарий, поделиться», поставленного Маноджем Шахом.
Фильм о её жизни на маратхи был снят в 2019 году.